# Azzedine Ounahi
Azzedine Ounahi (født 19. april 2000) er en marokkansk professionel fodboldspiller, som spiller for Ligue 1-klubben Olympique de Marseille og Marokkos landshold. 
Han var en del af Marokkos trup til VM i fodbold 2022 i Qatar.